# Rodion Malinovskij
Rodion Jakovlevitj Malinovskij (ryska: Родион Яковлевич Малиновский), född 23 november 1898 i Odessa i guvernementet Cherson i Kejsardömet Ryssland, död 31 mars 1967 i Moskva, var en rysk (sovjetisk) marskalk, arméchef och försvarsminister. Han utmärkte sig vid slaget om Stalingrad 1942–1943 och under de sovjetiska offensiverna i Öst- och Centraleuropa 1944–1945. Försvarsminister 1957–1967.

## Biografi
Malinovskij deltog som värnpliktig rysk soldat i första världskriget. Han deltog den ryska expeditionskåren som sändes till västfronten i Frankrike 1916. Han arresterades och sändes till Nordafrika för att ha propagerat bland sina kamrater för ett ryskt utträde ur kriget. 1918 återvände Malinovskij till Ryssland och anslöt sig till Röda armén. Under det ryska inbördeskriget steg han till regementschef.
Under spanska inbördeskriget var Malinovskij militär rådgivare åt den spanska regeringen.
Efter den tyska attacken på Sovjetunionen ledde Malinovskij olika förband i försvaret av Ukraina innan han tidigt 1942 fick befälet över Södra armégruppen. Denna lyckades inte stå emot den tyska våroffensiven och Malinovskij ledde Dongruppen och därefter 66:e armén i försvaret av Stalingrad. I slutet av 1942 fick han befälet över den starka 2:a gardesarmén som han ledde i den sovjetiska offensiva fasen av slaget om Stalingrad. Därefter ledde Malinovskij flera sovjetiska fronter (motsvarighet till armégrupp) genom Ukraina, Rumänien, Ungern, Österrike och Tjeckoslovakien. Efter segern i Europa deltog Malinovskij i besegrandet av den japanska armén i Manchuriet, Operation Augustistorm.
Malinovskij var även efter andra världskriget en ledande sovjetisk militär och efterträdde 1957 marskalk Zjukov som försvarsminister, en post han höll till sin död 1967.
I november 1964 gav Malinovskij upphov till en diplomatisk skandal mellan Sovjetunionen och Kina, då han uppmanade den besökande kinesiske premiärministern Zhou Enlai att avsätta Mao Zedong på samma sätt som Chrusjtjov avsatts i Sovjet. Den sovjetiska regeringen tog avstånd från Malinovskijs utspel, men episoden bidrog till att spä på Maos rädsla för att bli avsatt och förstörde Maos tilltro till den nye sovjetledaren Brezjnev.